# 山部駅
山部駅（やまべえき）は、北海道富良野市山部中町1にあった北海道旅客鉄道（JR北海道）根室本線の駅（廃駅）である。駅番号はT32。電報略号はヤマ。事務管理コードは▲110402。
かつては急行「狩勝」の停車駅で、2024年3月15日まで運行された同名の快速が停車していた
。

## 歴史

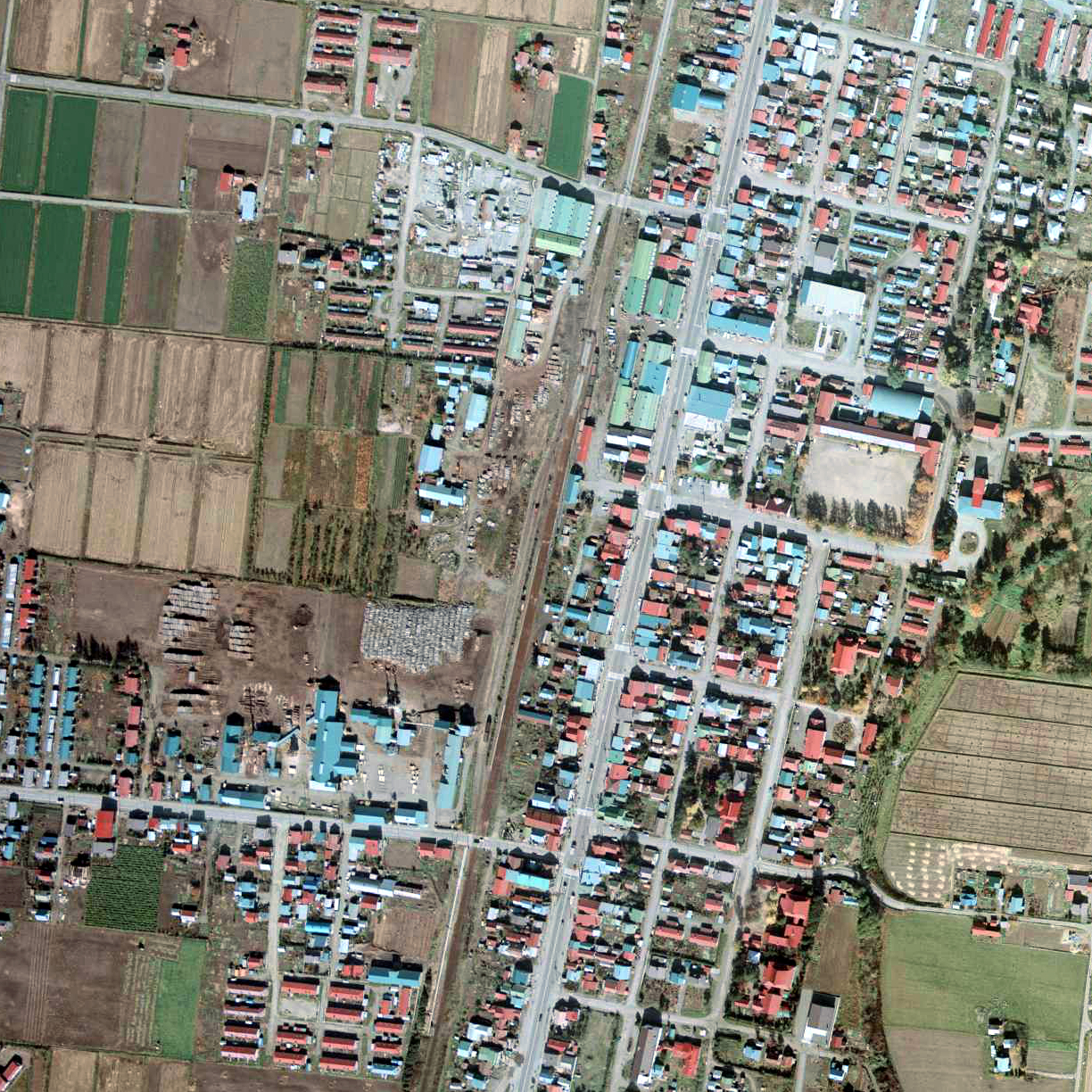
1977年の山部駅と周囲約750m範囲。下が新得方面。

- 1900年（明治33年）12月2日：北海道官設鉄道十勝線の信号停車場として開業[1]。
- 1901年（明治34年）4月1日：駅に昇格[1]。一般駅[1]。
- 1905年（明治38年）4月1日：逓信省鉄道作業局（国有鉄道）に移管[1]。
- 1919年（大正8年）5月1日：当駅含む山部駅 - 新得駅間の管轄を旭川管轄から釧路管轄とする[4]。
- 1923年（大正12年）4月1日：当駅含む山部駅 - 新得駅間の管轄を釧路管轄から再び旭川管轄とする[4]。
- 1949年（昭和24年）12月1日：当駅含む布部駅 - 新得駅間の管轄を旭川鉄道管理局管轄から再び釧路鉄道管理局管轄とする[4]。
- 1981年（昭和56年）10月1日：同日の石勝線開通に伴う滝川駅 - 新得駅間のサービスアップの一環として当駅に急行「狩勝」の停車を開始[5][6]。
- 1984年（昭和59年）2月1日：貨物取扱い廃止[1][5]。
- 1985年（昭和60年）3月14日：荷物取扱い廃止[1][5]。
- 1986年（昭和61年）11月1日：駅員無配置駅となり[7]、国鉄OBにより簡易委託化[5]。
- 1987年（昭和62年）4月1日：国鉄分割民営化により、北海道旅客鉄道（JR北海道）の駅となる[1]。
- 1988年（昭和63年）：現駅舎に改築[8]。
- 1990年（平成2年）9月1日：急行「狩勝」廃止（同名の快速へ変更）。札幌駅直通列車が消滅。
- 1994年（平成6年）4月1日：次のように変更。
  - 簡易委託廃止。無人化。
  - 釧路支社と本社鉄道事業本部の境界を布部駅の富良野駅方（施設キロ 61km 000 m地点）から上落合信号場手前（施設キロ114 km 700 m地点）に変更し、当駅の管轄を本社鉄道事業本部に移管[9]。
- 2024年（令和6年）4月1日：富良野駅 - 新得駅間の廃止に伴い廃駅[10][JR北 1]。

### 駅名の由来
当駅の所在する地名より。地名は現在の山部川のアイヌ語名（松浦武四郎の旧図に「ヤマイ」、明治期の地図に「ヤマエ」と記載あり）からとされているが、原義は忘れられている。
原義については「ヤムペ（yam-pe）」（冷たい・水）、「ヤムアエ（yam-a-e）」（栗を・我ら・食べる）、「ヤムペッ（yam-pet）」（冷たい・川）といった説が考えられている。

## 駅構造
廃止時点では相対式ホーム2面2線を持つ地上駅であった。跨線橋はなく構内踏切を使用していた。2番線ホームには1911年に建造されたレンガ造りのランプ小屋が残されている。（無人駅）

### のりば
| 番線 | 路線      | 方向 | 行先             |
| ---- | --------- | ---- | ---------------- |
| 1    | ■根室本線 | 下り | 東鹿越方面       |
| 2    | ■根室本線 | 上り | 富良野・滝川方面 |

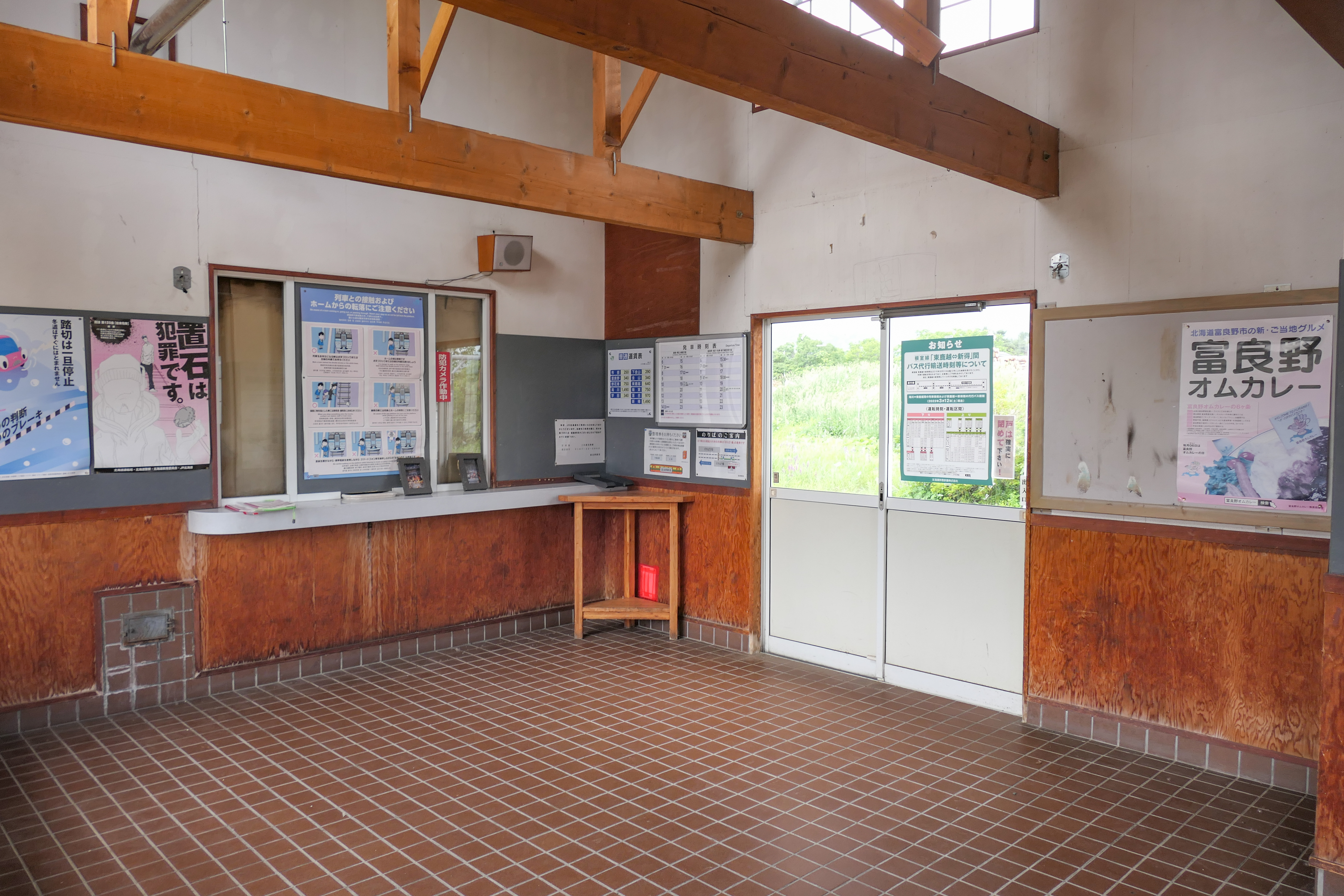
駅舎内観（2022年6月）
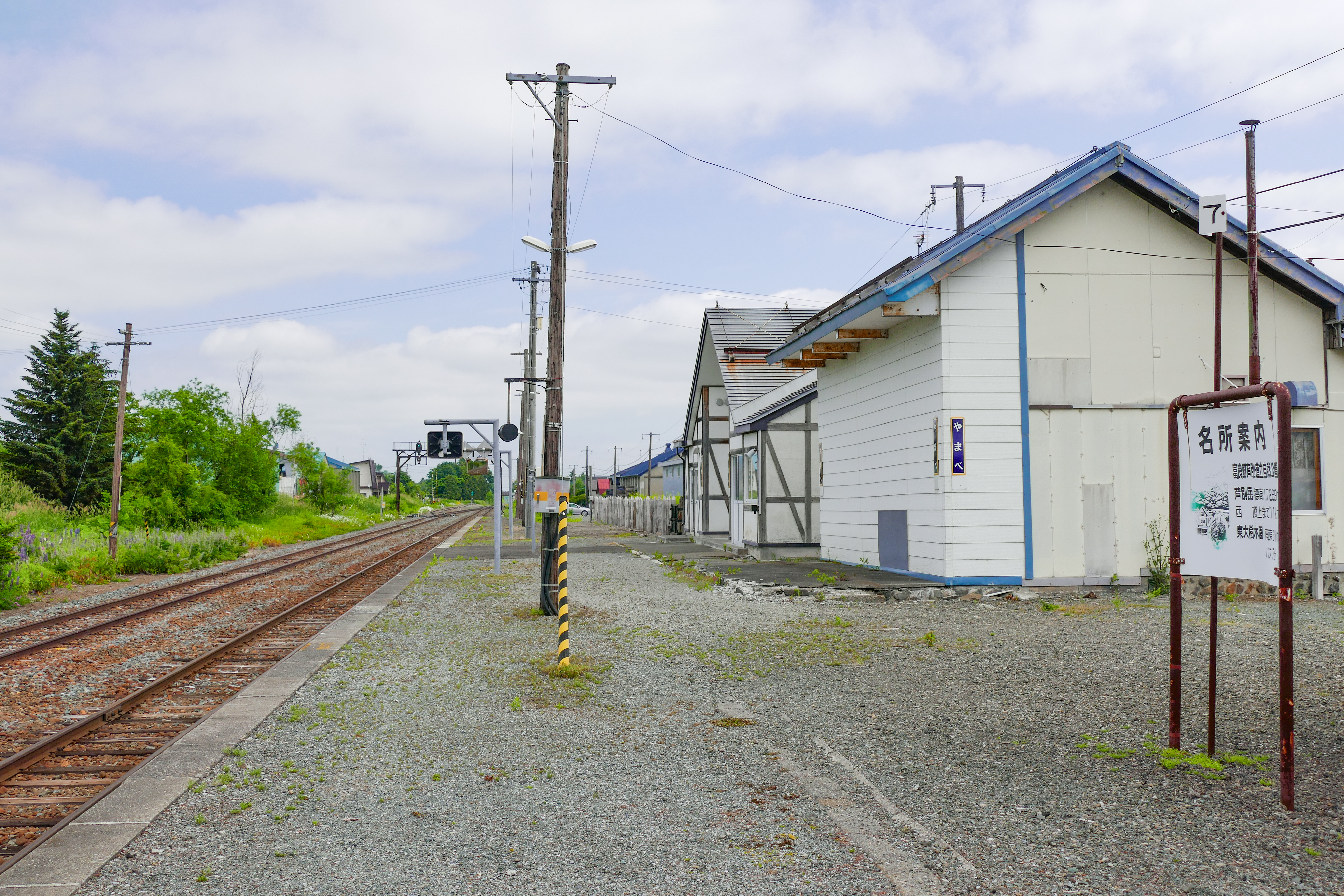
1番線ホーム（2022年6月）
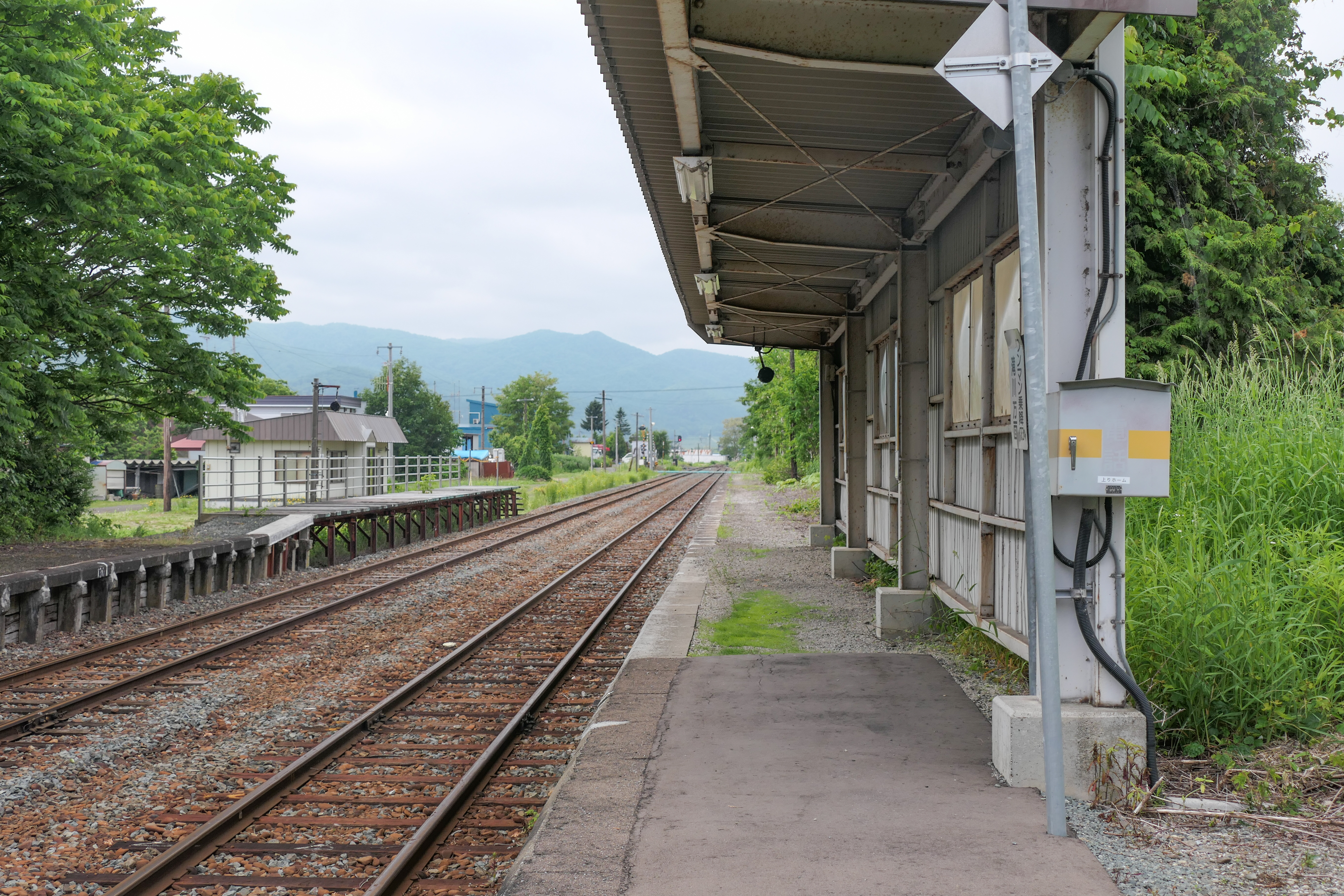
2番線ホーム（2022年6月）
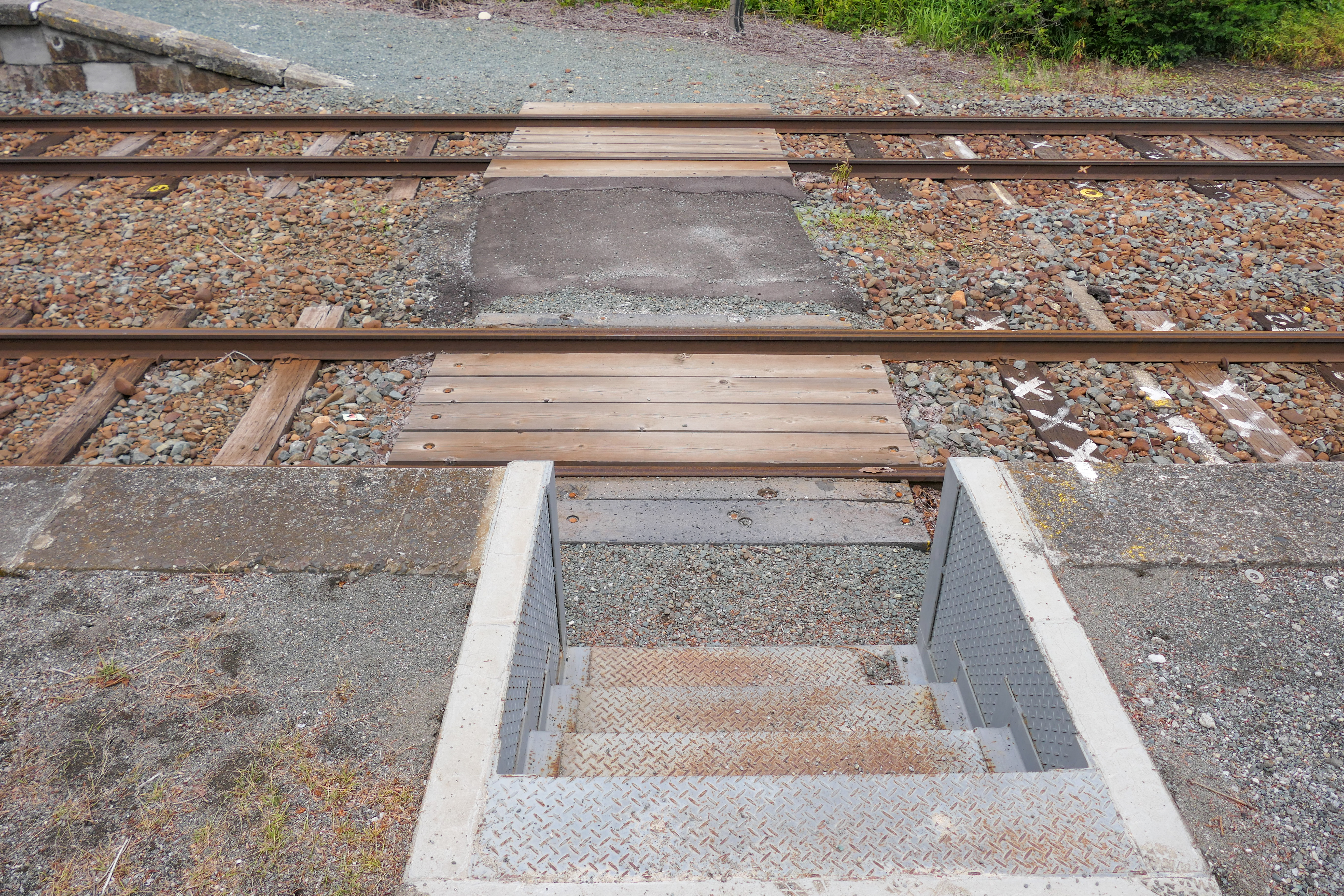
構内踏切（2022年6月）

## 利用状況
乗車人員の推移は以下のとおりであった。年間の値のみ判明している年については、当該年度の日数で除した値を括弧書きで1日平均欄に示す。乗降人員のみが判明している場合は、1/2した値を括弧書きで記した。
また、「JR調査」については、当該の年度を最終年とする過去5年間の各調査日における平均である。
| 年度               | 乗車人員 | 乗車人員 | 乗車人員 | 出典       | 備考                                        |
| 年度               | 年間     | 1日平均  | JR調査   | 出典       | 備考                                        |
| ------------------ | -------- | -------- | -------- | ---------- | ------------------------------------------- |
| 1968年（昭和43年） | 211,190  | (578.6)  |          | [ 14 ]     |                                             |
| 1973年（昭和48年） | 161,141  | (441.5)  |          | [ 14 ]     |                                             |
| 1978年（昭和53年） | 130,991  | (358.9)  |          | [ 14 ]     |                                             |
| 1983年（昭和58年） | 125,525  | (343.0)  |          | [ 14 ]     | 1981年に石勝線開通                          |
| 1988年（昭和63年） | 85,085   | (233.1)  |          | [ 14 ]     |                                             |
| 1992年（平成04年） |          | (157.0)  |          | [ 8 ]      | 1日平均乗降客数314人                        |
| 2016年（平成28年） |          |          | 42.6     | [ JR北 2 ] | 同年度から東鹿越 - 新得間被災によりバス代行 |
| 2017年（平成29年） |          |          | 38.8     | [ JR北 3 ] |                                             |
| 2018年（平成30年） |          |          | 33.6     | [ JR北 4 ] |                                             |
| 2019年（令和元年） |          |          | 31.6     | [ JR北 5 ] |                                             |
| 2020年（令和02年） |          |          | 24.8     | [ JR北 6 ] |                                             |
| 2021年（令和03年） |          |          | 20.0     | [ JR北 7 ] |                                             |
| 2022年（令和04年） |          |          | 15.2     | [ JR北 8 ] |                                             |
| 2023年（令和05年） |          |          | 12.2     | [ JR北 9 ] | 営業最終年度                                |

## 駅周辺
山部の街並みがある。1966年5月1日に富良野市へ吸収合併された山部町の中心市街地である。
- 国道38号・北海道道544号麓郷山部停車場線・北海道道706号南陽山部停車場線
- 富良野市役所山部支所

- 富良野警察署山部駐在所
- 山部郵便局
- ふらの農業協同組合（JAふらの）山部支所
- 富良野市立山部小学校
- ふらのバス「山部駅前」・ノースライナー「山部」停留所
- 占冠村営バス「山部」停留所（ふらのバス「山部南3丁目」停留所）
- 東京大学大学院農学生命科学研究科・農学部北海道演習林

空知川東側一帯の山林が該当地。演習林全体を管理する山部事務所が設置されている。
- 野沢鉱山 - かつてはノザワが運営していたアスベスト（石綿）鉱山[注釈 1]。東大北海道演習林に隣接。
- 空知川 - 駅の東側にある市街地の東で、南から北に向けて流れる。

地域開拓のきっかけは1898年設置の北海道大学第八農場と1899年に国有林の払い下げを受けた東京帝国大学北海道演習林だったが、第二次世界大戦後の農地改革により、北大農場は1950年に解消され、東大演習林も付属農地を売却した。また、山部駅付近にはアスベスト（石綿）鉱山が点在し、野沢鉱山や山部石綿鉱山などが操業していたが、1970年代までに採掘は中止されている。

## 隣の駅
北海道旅客鉄道（JR北海道）
■根室本線
布部駅 (T31) - 山部駅 (T32) - 下金山駅 (T33)